# Patagonotothen canina
Patagonotothen canina is een straalvinnige vissensoort uit de familie van de ijskabeljauwen (Nototheniidae). De wetenschappelijke naam van de soort is voor het eerst geldig gepubliceerd in 1897 door Smitt.